# یاکوب گل
یاکوب تون هانسن گِل (دانمارکی: Jacob Thune Hansen Gade؛ ۲۹ نوامبر ۱۸۷۹ – ۲۰ فوریهٔ ۱۹۶۳) آهنگساز و نوازندهٔ ویولن اهل دانمارک بود.
او امروزه به‌واسطهٔ چند ترانهٔ تانگویش شهرت دارد.